# 슈젠지정
슈젠지정(일본어: 修善寺町)은 일본 시즈오카현 다가타군에 설치되었던 정이다. 
2004년 4월 1일에 아마기유가시마정, 나카이즈정,도이정과 합병해 이즈시가 성립해 슈젠지정은 폐지되었다.

## 역사
- 1889년 4월 1일 - 정촌제 시행으로 기미자와군 슈젠지촌이 되었다.
- 1896년 4월 1일 - 기미자와군이 다카타군에 편입되어 다카타군 슈젠지촌이 되었다.
- 1924년 8월 31일 - 정으로 승격해 슈젠지정이 되었다.
- 1956년 9월 30일 - 다카타군 시모카노촌을 편입하였다.
- 1959년 4월 10일 - 다카타군 기타카노촌의 일부를 편입하였다. 나머지는 오히토정에 편입하였다.
- 2004년 4월 1일 - 도이 정·아마기유가시마 정·나카이즈 정의 4정이 합병해 이즈 시가 성립하였다.

## 교통

### 철도
- 이즈 하코네 철도 슨즈 선

### 도로
- 국도 제136호선

## 출신유명인
- 하세 유리나 (성우)
- 매지컬 파워 마코 (작곡가)
- 호시 아야 (모델)